# Амброжев
Амброжев (пољ. Ambrożew) је село у Пољској које се налази у војводству Лођ у повјату Лечицки у општини Гора Свете Малгожате.
Од 1975. до 1998. године ово насеље се налазило у Лечицки војводству.